# Vincent van Gogh (éremsorozat)
Vincent van Gogh tiszteletére 1993-ban készült 20 darabból álló éremsorozat, Hommage à Vincent van Gogh címmel szerepelt különböző kiállításokon, alkotójuk ifjabb Szlávics László.

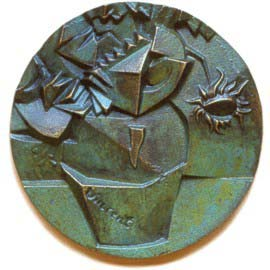
ifj. Szlávics László: Hommage à Vincent van Gogh, 1993, bronz, öntött, 100 mm

Az egyenként 100 mm átmérővel, bronzból öntött technikával készült érmek döntő többségében Vincent van Gogh festményei alapján születtek, azok plasztikus átiratai. Témájukat tekintve 12 darab önarckép, valamint három virágcsendélet, a híres bakancsos képek egyike, az arlesi hídról készült festményeinek egyik változata, és egy ciprusokat ábrázoló tájképe jelenik meg. A portréábrázolásokhoz kapcsolódik az a két érem, melyek forrása Henri de Toulouse-Lautrec ismert pasztellképe, és van Gogh fiatalkori fotója. Az érmek különlegessége, hogy a befejezés során, barna és zöld színekben gazdag patina réteget kaptak.
A mintázott-öntött érmeken olyan grafikai finomságú jelek tűnnek fel, amelyek mintegy a monotípiák térbe türemkedő festékfonalait idézik fel. Mellettük a késő őszi vizek jéghártyáira emlékeztető lemezek finom nyugalma és határozott lapokkal-élekkel határolt formák gazdag összemetsződései értelmezik az alapsík felett mintegy vékony párnaként lebegő térréteget.

## Kiállításai
- 1993 – Arcok és Sorsok, Országos Portrébiennále, Hatvan
- 1994 – Art Medal World Congress FIDEM XXIV, Budapest, Magyar Nemzeti Galéria
- 1994 – Hódmezővásárhelyi Őszi Tárlat, Tornyai János Múzeum, Hódmezővásárhely
- 1994 – ifj. Szlávics László önálló kiállítása, Gárdonyi Géza Galéria, Dunakeszi
- 1996 – Fej vagy írás éremkiállítás, Budapest
- 1997 – 25 év a Hatvani Galériában, Hatvan
- 2000 – ifj. Szlávics László önálló kiállítása, Kőrösi Csoma Általános Iskola, Dunakeszi
- 2003 – A hónap műtárgya, érmek Vincent van Gogh évforduló kapcsán, Magyar Nemzeti Galéria
- 2006 – 2006 az érmészetben, Országos Pedagógiai Könyvtár és Múzeum, Budapest
- 2009 – ifj. Szlávics László önálló kiállítása, Lábasház, Soproni Múzeum, Sopron

## Díjai
- 1993 – Arcok és Sorsok, Országos Portrébiennále, Hatvan, Aranydiploma (fődíj)
- 1996 – Fej Vagy Írás, éremkiállítás, Budapest, Fődíj

## Közgyűjteményben
- Van Gogh Dokumentátiecentrum, Nuenen, Hollandia
- British Museum, London, (Egyesült Királyság)